# 한승재
한승재(1980년 12월 1일~)은 대한민국의 교수로 과학자, 커피 교육자, 기업인이다.

## 학력
- 부산대학교 대학원 이학박사

## 경력
- 부산여자대학교 바리스타과 교수
- 한선생 커피 바리스타 학원 대표원장(주촌, 외동)
- LOGOS 대표
- 한선생 커피 대표
- 한국커피문화연구 학술위원(논문심사 및 학술지 편집 / 학회 운영위원)
- 교육부 꿈길(김해 진로센터) 커피 전문강사, 대기과학 전문강사
- 김해시 기관(김해여성대학 / 직장맘 지원센터 / 구산사회복지관) - 커피 강좌 교수
- (사)한국커피협회 9대 대의원(2024~)
- (사)한국환경과학회 정회원
- (사)김해식품제조연합회 이사 (사무총장, 2019)
- 경남신용보증재단 경영 / 마케팅 / 커피 계열 컨설턴트
- C.Q.I(Coffee Quality Institute) Lecturer
- S.C.A(Specialty Coffee Association) CSP(Coffee Skills Program) AST - All Module Qualifications
- S.C.A(Specialty Coffee Association) CTechP(Coffee Technitions Program) AST - All Module Qualifications
- S.C.A(Specialty Coffee Association) Q-Grader Instructor(커피 감별사 강사)
- S.C.A(Specialty Coffee Association) CVA(커피 가치 평가) Trainer(트레이너)
- S.C.A(Specialty Coffee Association) Registered Instructor(SCA 공인 강사)

## 수상
- 김해시 김해시장 표창

## 주요활동
- 멘사(MENSA) 부울경 지회 2019년 봄행사
- 멘사(MENSA) 제10회 2023년 가을 아카데미
- 메그네이트(전-MAGNATE, 현-ZM-ILLENNIAL) 초청특강
- ABC COOKING STUDIO 잠실 롯데백화점(초청특강)
- 2021 S.C.A CTechP 수력학 공개 수업 진행 (서브 AST)
- 2022 S.C.A CTechP 물과 예방정비 공개 수업 진행 (메인 AST)
- 2022 경상남도 교육청 교육 연수원 초청 특강
- 2022 골든 커피 어워드 클래식 대회 심사 (파이널 심사위원)
- 2023 KNBC 바리스타 챔피언십 국가 대표 선발전 코멘터리룸 & 대회 심사
- 2023 M.O.C (Master Of Cupping) 운영위원
- 2023 부산보건대학교 호텔바리스타과 전공과 교수 특강
- 2024 KLAC 라떼아트 챔피언십 국가 대표 선발전 대회 심사 (파이널 심사-테크니컬)
- 2024 골든 커피 어워드(Anaerobic) 대회 심사 (파이널 심사위원)
- 2024 골든 커피 어워드 클래식 대회 심사 (파이널 심사위원)
- 2025 KLAC 라떼아트 챔피언십 국가 대표 선발전 대회 심사 (세미파이널 심사위원)
- 2025 KCIGS 커피 인 굿 스피릿 국가 대표 선발전 대회 심사 (심사위원 - KLAC 파견: 동시 심사)
- 2025 골든 커피 어워드(Anaerobic) 대회 심사 (파이널 심사위원)
- 2025 골든 커피 어워드(Classic) 대회 심사 (파이널 심사위원)